# Municipio Francisco León
Koordinaten: 17° 19′ N, 93° 15′ W
Francisco León ist ein Municipio im Nordwesten des mexikanischen Bundesstaats Chiapas. Das Municipio hat heute etwa 7.000 Einwohner und eine Fläche von 210,8 km². Verwaltungssitz ist Rivera el Viejo Carmen (auch Viejo Carmen Tonapac), die größten Orte des Municipios jedoch San Miguel la Sardina und San José Maspac.

## Geschichte
In der prähispanischen Epoche hieß der Ort Coalpitán, was im Nahuatl Gefangene Schlangen bedeutet; bis 1934 lautete das Municipio auf den Namen Magdalenas Coalpitán. Nach dem Ausbruch des Vulkans El Chichón im April 1982, bei dem der alte Hauptort Francisco León zerstört wurde, wurde das Municipio evakuiert und erst im Juni wiedererrichtet.

## Geographie
Das Municipio Francisco León liegt im Nordwesten des mexikanischen Bundesstaats Chiapas auf Höhen zwischen 100 m und 2700 m. Es zählt zur Gänze zur physiographischen Provinz der Sierra Madre de Chiapas und liegt vollständig in der hydrologischen Region Grijalva-Usumacinta. Die Geologie des Municipios wird zu 76 % von Sandstein-Lutit bestimmt bei 13 % Andesit-Brekzie und 9 % Kalkstein; vorherrschende Bodentypen sind der Luvisol (82 %), Phaeozem (9 %) und Acrisol (7 %). Etwa 56 % der Gemeindefläche werden von Weideland eingenommen, 42 % sind bewaldet.
Das Municipio Francisco León grenzt an die Gemeinden Ostuacán, Pichucalco, Chapultenango, Ocotepec, Copainalá und Tecpatán.

## Bevölkerung
Beim Zensus 2010 wurden im Municipio 7000 Menschen in 1314 Wohneinheiten gezählt. Davon wurden 4846 Personen als Sprecher einer indigenen Sprache registriert, darunter 4598 Sprecher des Zoque. Über 23 Prozent der Bevölkerung waren Analphabeten. 1831 Einwohner wurden als Erwerbspersonen registriert, wovon 95 % Männer bzw. 3 % arbeitslos waren. Gut 40 % der Bevölkerung lebten in extremer Armut.

## Orte
Das Municipio Francisco León umfasst 38 bewohnte localidades, von denen nur der Hauptort Rivera el Viejo Carmen vom INEGI als urban klassifiziert ist. Fünf Orte wiesen beim Zensus 2010 eine Einwohnerzahl von über 500 auf, 22 Orte hatten weniger als 100 Einwohner. Die größten Orte sind:
| Ort                    | Einwohner |
| San Miguel la Sardina  | 1106      |
| San José Maspac        | 0764      |
| Vicente Guerrero       | 0678      |
| Rivera el Viejo Carmen | 0663      |